# 羅美奧·拿維亞
羅美奧·拿維亞（法語：Roméo Lavia，2004年1月6日—）是一名比利時職業足球員，司職防守中場，現效力英超球隊車路士，並代表比利時參加國際比賽。

## 球會生涯

### 安德列治
拿維亞於八歲時加盟安德列治的青訓學院。
2018年，拿維亞在參與由所舉辦的青年邀請賽KDB盃時，被時任曼城領隊所留意，埋下了拿維亞在兩年後加盟曼城的伏筆。
2020年6月，拿維亞拒絕了安德列治提供的職業合約，以自由身離隊。

### 曼城
2020年夏天，拿維亞轉投英超球會曼城，並簽下他的首張職業合約，將於他的17歲生日時生效。拿維亞於加盟後為球會U18梯隊上陣，他在11月被提升至U23梯隊，並協助球隊奪得當季英超二級聯賽冠軍。他於季後獲頒U23梯隊的賽季最佳球員獎項。
拿維亞於2021年夏天開始參與曼城一隊訓練，並被納入曼城的歐聯參賽名單。
2021年9月21日，拿維亞於對陣韋甘比的聯賽盃第三圈賽事中上演生涯地標戰。

### 修咸頓
2022年7月6日，英超球會修咸頓宣布簽入拿維亞，基本轉會費據報為1050萬英鎊，附加350萬鎊的額外獎金條款，並設有20%轉售分紅。
2022年8月6日，拿維亞於對陣熱刺的英超比賽中首次為修咸頓上陣。同年8月30日，拿維亞在對陣車路士時射入職業生涯首個入球，協助球隊以2–1勝出，並成為英超首位於2004年出生的入球球員。

### 車路士
2023年8月18日，拿維亞轉投英超球會車路士，轉會費據報為5300萬鎊，另加500萬鎊額外獎金條款。
2023年12月27日，拿維亞在切尔西主场2–1战胜水晶宫的英超比赛中後備上陣，完成了他在切尔西的首秀。車路士領隊隨後表示拿維亞在比賽中大腿受傷。2024年3月27日，車路士宣布拿維亞的賽季報銷。

## 國家隊生涯
加納裔的拿維亞出生於比利時。他於2019年首次為比利時U15及U16青年隊上陣。
2023年3月17日，拿維亞首次被比利時國家隊徵召，並在同月28日對陣德國的熱身賽中首次為比利時上陣，協助球隊以3–2取勝。

## 生涯統計

### 球會
最後更新：2023年12月28日
| 效力球會 | 球季     | 聯賽     | 聯賽 | 聯賽 | 國家盃賽 | 國家盃賽 | 聯賽盃賽 | 聯賽盃賽 | 洲際賽事 | 洲際賽事 | 其他 | 其他 | 總計 | 總計 |
| 效力球會 | 球季     | 聯賽     | 上陣 | 入球 | 上陣     | 入球     | 上陣     | 入球     | 上陣     | 入球     | 上陣 | 入球 | 上陣 | 入球 |
| -------- | -------- | -------- | ---- | ---- | -------- | -------- | -------- | -------- | -------- | -------- | ---- | ---- | ---- | ---- |
| 曼城U21  | 2020–21  | —        | —    | —    | —        | —        | —        | —        | —        | —        | 2    | 0    | 2    | 0    |
| 曼城U21  | 2021–22  | —        | —    | —    | —        | —        | —        | —        | —        | —        | 2    | 0    | 2    | 0    |
| 曼城U21  | 總計     | 總計     | —    | —    | —        | —        | —        | —        | —        | —        | 4    | 0    | 4    | 0    |
| 曼城     | 2021–22  | 英超     | 0    | 0    | 1        | 0        | 1        | 0        | 0        | 0        | —    | —    | 2    | 0    |
| 修咸頓   | 2022–23  | 英超     | 29   | 1    | 2        | 0        | 3        | 0        | —        | —        | —    | —    | 34   | 1    |
| 車路士   | 2023–24  | 英超     | 1    | 0    | 0        | 0        | 0        | 0        | —        | —        | —    | —    | 1    | 0    |
| 生涯總計 | 生涯總計 | 生涯總計 | 29   | 1    | 3        | 0        | 4        | 0        | 0        | 0        | 4    | 0    | 36   | 1    |

1. 1 2  於英格蘭足球聯賽錦標賽上陣。

### 國家隊
最後更新：2023年3月28日
| 代表國家隊 | 年份 | 上陣 | 入球 |
| ---------- | ---- | ---- | ---- |
| 比利時     | 2023 | 1    | 0    |
| 總計       | 總計 | 1    | 0    |

## 榮譽

### 球會
曼城U23
- 英超二級聯賽：2020–21（英语：2020–21 Professional U23 Development League）

## 外部連結
- Soccerway資料庫：羅美奧·拿維亞